# Sinustrombus sinuatus
Sinustrombus sinuatus là một loài ốc biển, là động vật thân mềm chân bụng sống ở biển trong họ Strombidae, họ ốc nhảy.
Common name is Laciniate conch.

## Miêu tả
Vỏ của S. sinuatus dày và rắn chắc với một cơ thể lớn. Chiều dài tối đa là 13 cm, nhưng kích thước phổ biến hơn là 10 cm. Trôn ốc ngắn bao gồm khoảng mười hai vòng xoắn; Mặt ngoài của vỏ có màu trắng, đốm hoặc đốm với màu vàng, cam hoặc nâu nhạt, và bên trong có màu nâu, tím hoặc hồng.

## Phân bố
Sinustrombus sinuatus được tìm thấy ở vùng biển nhiệt đới và cận nhiệt đới ở Đông Nam Á và Châu Đại Dương. Phạm vi phân bố kéo dài từ Sri Lanka và bờ biển phía đông Ấn Độ đến Philippines, Nhật Bản, Đài Loan, Indonesia, Melanesia, Papua New Guinea và miền bắc Australia. Môi trường sống điển hình của loài này là một chất nền cát với các mảnh tảo và san hô ở những khu vực có độ đục thấp. Sinustrombus sinuatus hiện diện từ vùng triều thấp xuống khoảng 20 m.

## Hình ảnh

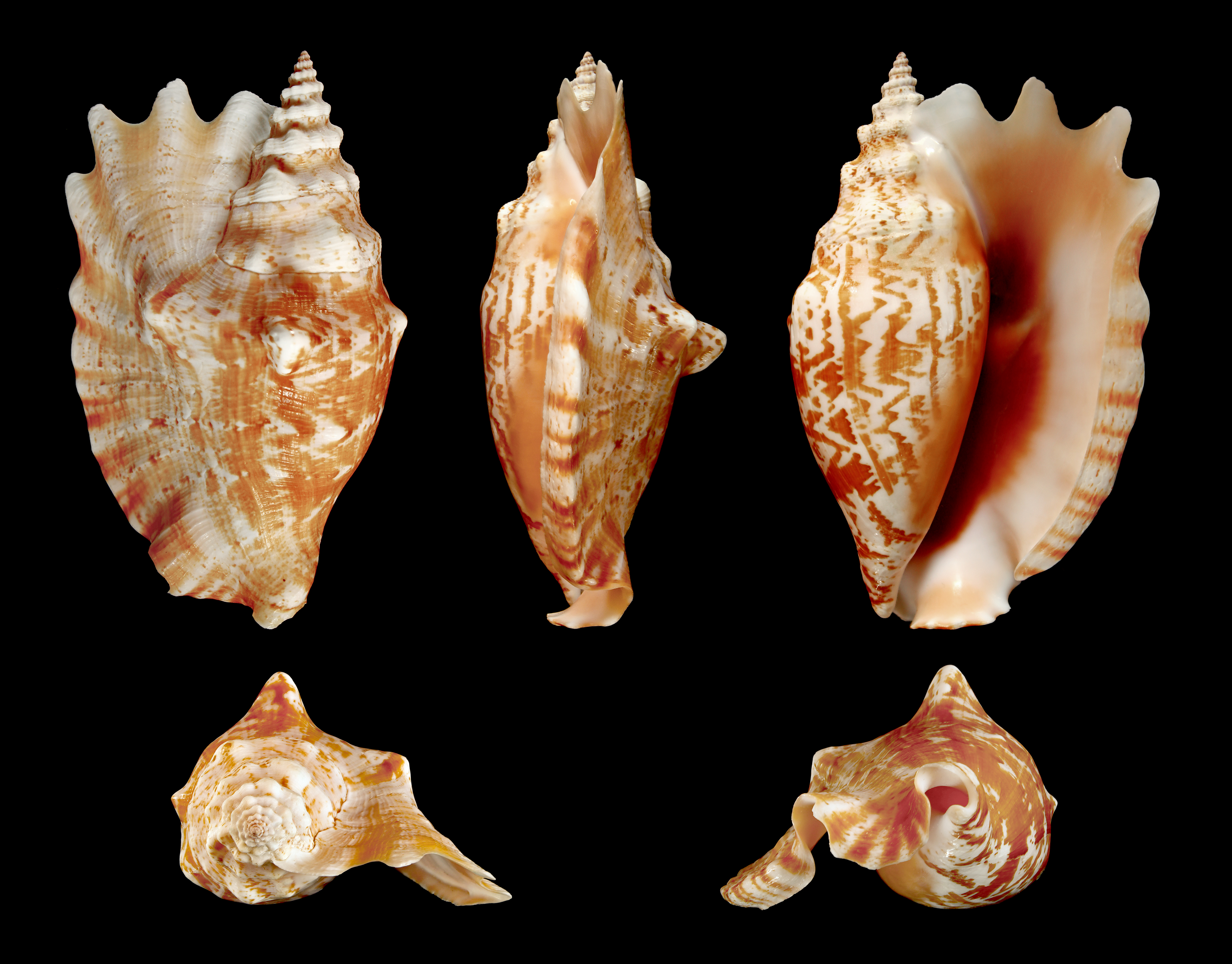
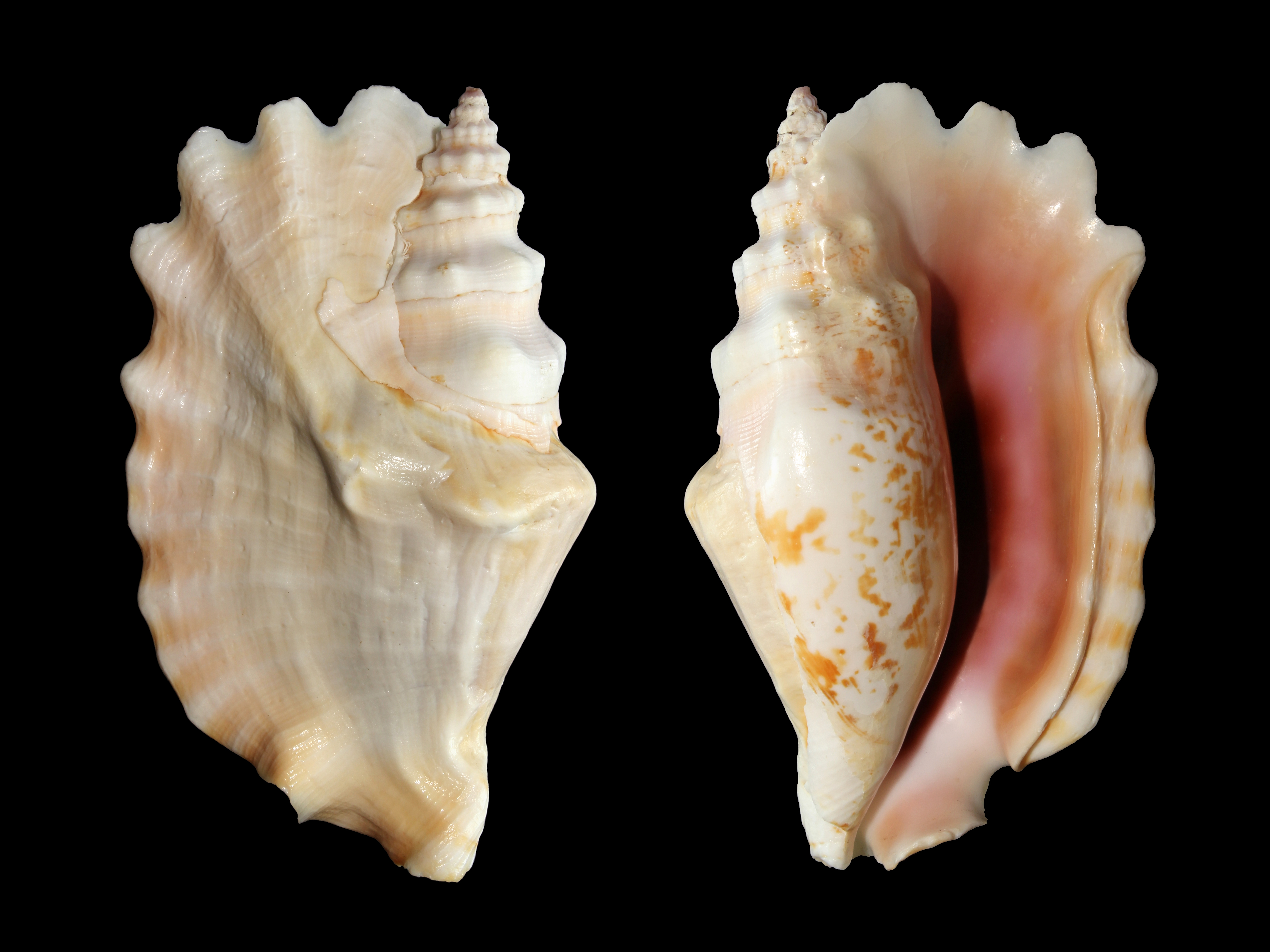
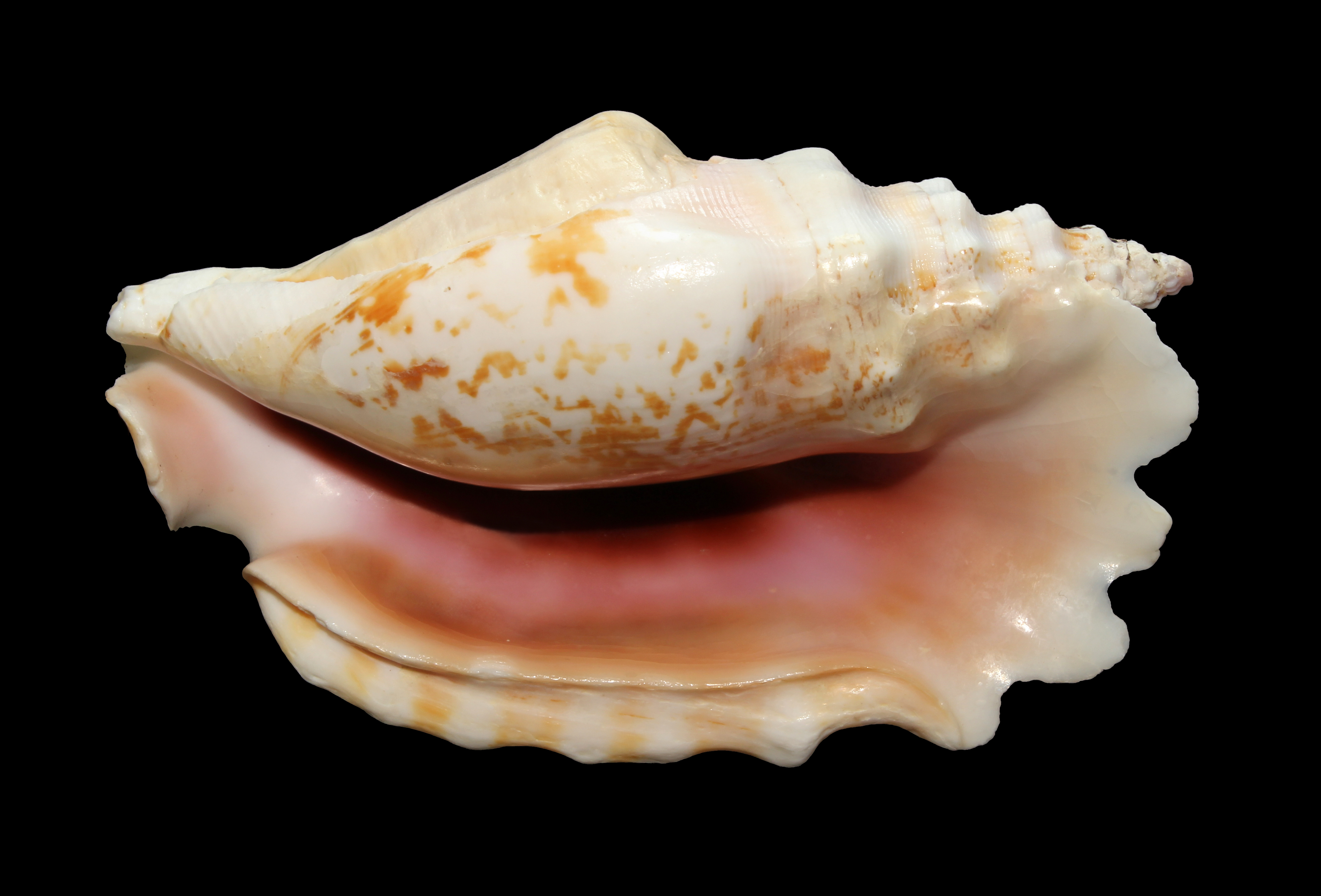
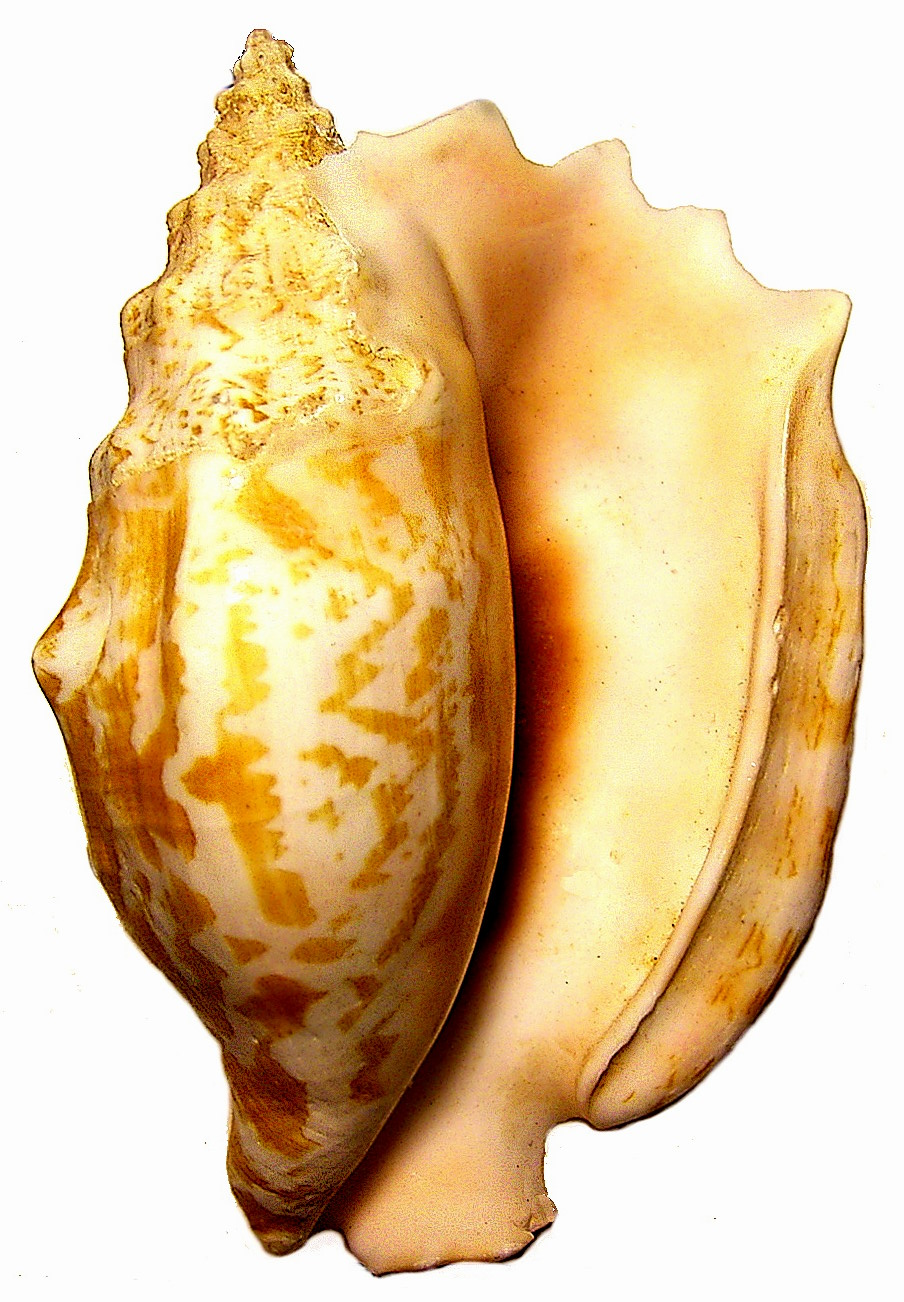